# Фабуш, Петер
Петер Фабуш (словац. Peter Fabuš; род. 15 июля 1979 года, Илава, Чехословакия) — словацкий хоккеист, центральный нападающий. Выступает за ХК «Кошице» в Словацкой Экстралиге.

## Карьера
Воспитанник хоккейной школы ХК «Дубница». Выступал за ХК «Дубница», МсХК «Жилина», «Дукла» (Тренчин), «Спрингфилд Фелконс» (АХЛ), СХК «37 Пьештяны», «Мора», «Тржинець», «Пльзень», БК «Млада-Болеслав».
В составе национальной сборной Словакии провел 46 матчей (7 голов); участник чемпионата мира 2008.

## Достижения
- Чемпион Словакии (2004, 2011), серебряный призер (2001).